# Nordwik
Nordwik (russisch Нордвик) war eine Siedlung städtischen Typs in der Region Krasnojarsk in Russland.

## Geographie
Der Ort lag an der östlichen Seite der Halbinsel Urjung-Tumus (Урюнг-Тумус), die die namensgebende der Nordwik-Bucht westlich umfasst. Nordwestlich der Halbinsel öffnet sich der an die Mündung der Chatanga anschließende Chatangagolf zur Laptewsee, nördlich ist die Insel Bolschoi Begitschew vorgelagert. 

## Geschichte
Erforscht wurde die Region erstmals im Jahre 1739.
Im Jahre 1933 kam das russische Frachtschiff „Prawda“ mit einer Gruppe Forscher in die Region.
In den 1930er-Jahren entstand eine Siedlung, die im Jahre 1956 wieder aufgegeben wurde.

## Bildergalerie

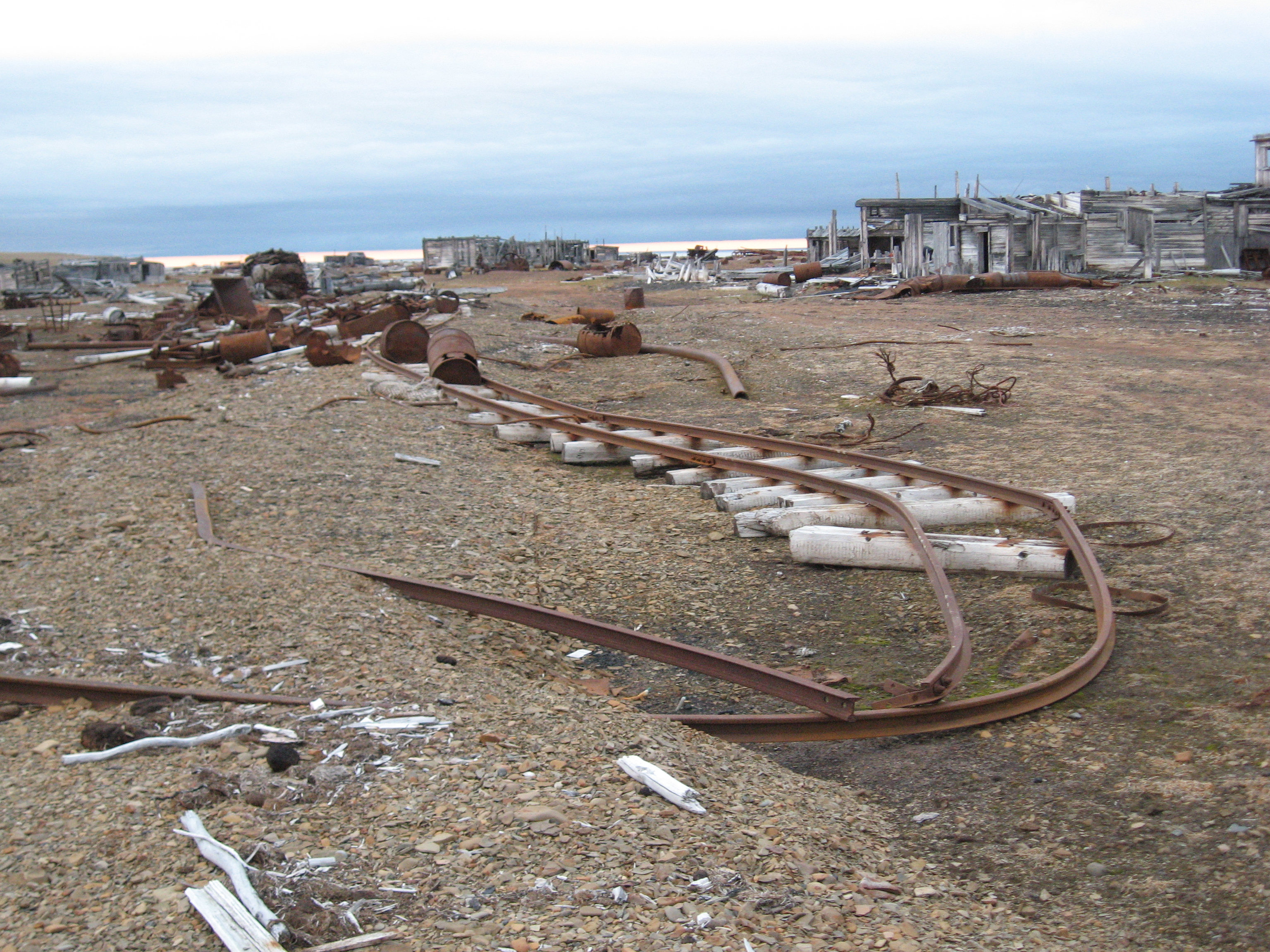
Überreste der Siedlung (2007)
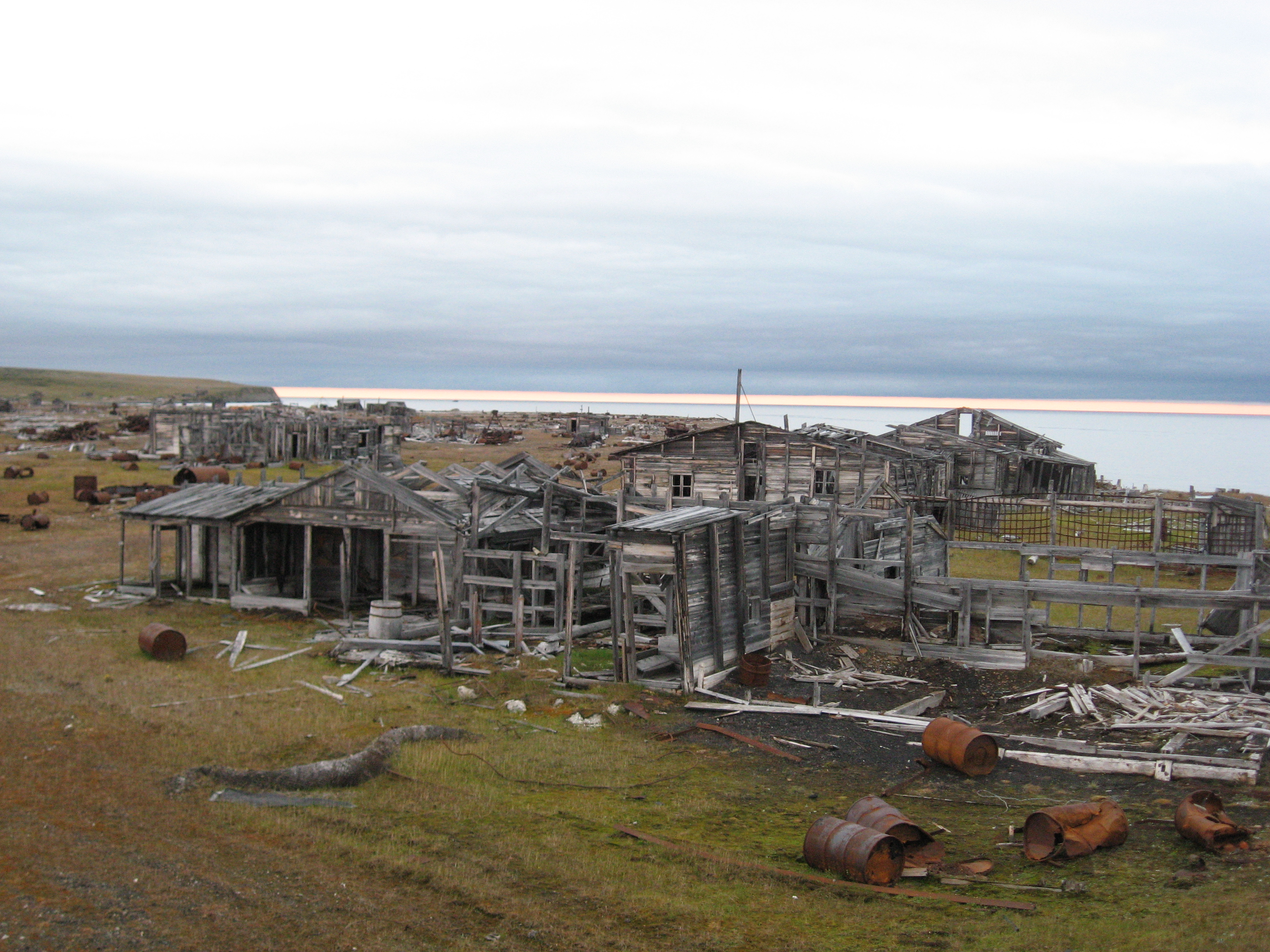
Überreste der Siedlung (2007)
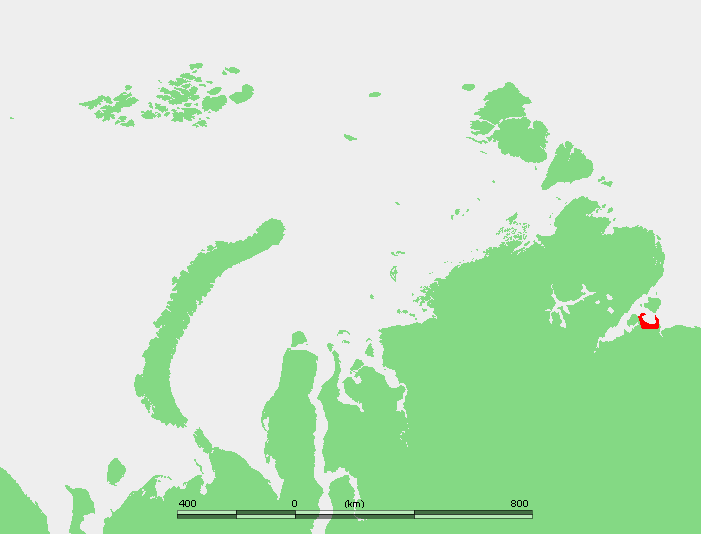
Lage der Siedlung (rot)
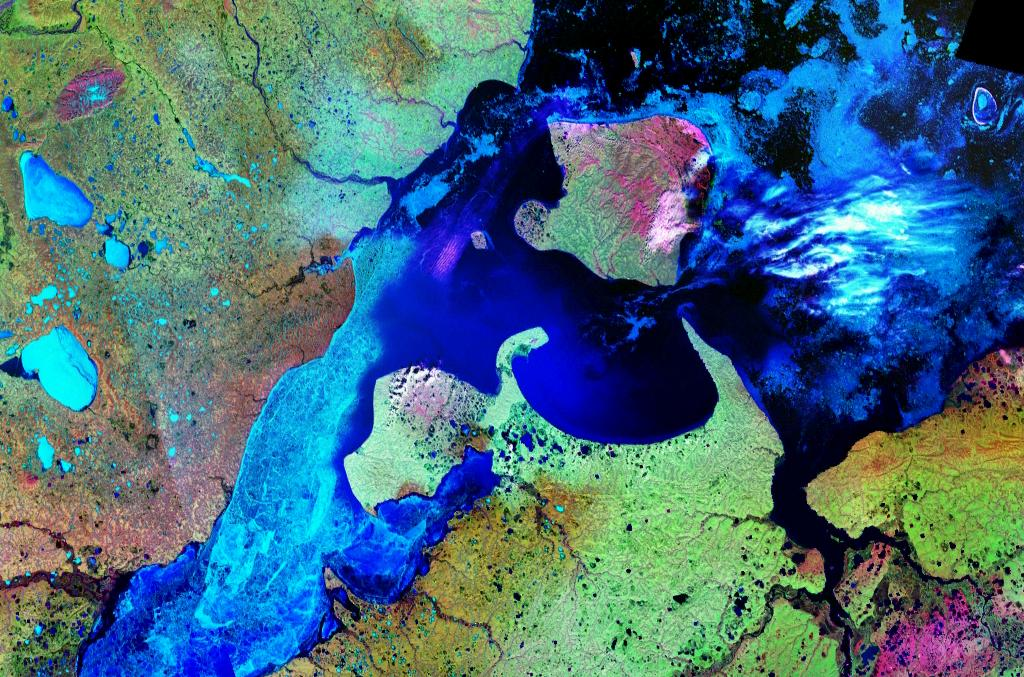
Satellitenaufnahme der Region

Koordinaten: 73° 59′ 50″ N, 111° 28′ 0″ O